# Respoublika (Kirghizistan)
Pour les articles homonymes, voir Respublika.

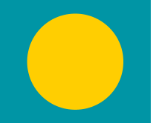
Logo du parti Respoublika.

Respoublika,, (en kirghize et russe : Республика, Respoublika « République ») est un parti politique kirghiz, fondé en 2010 et disparu en 2014 à la suite de sa fusion avec Ata-jourt, qui conduit à la formation de Respoublika Ata-jourt.
Le parti retrouve son indépendance en 2019.
Son fondateur est Ömürbek Babanov, ancien Premier ministre.